# Тувессон, Херман
Херман Эмиль Теодор Тувессон (швед. Herman Emil Teodor Tuvesson, 21 октября 1902 — 2 февраля 1995) — шведский борец, многократный чемпион Европы.

## Биография
Родился в 1902 году в Хеслехольме. В 1930 и 1931 годах становился чемпионом Европы по греко-римской борьбе. В 1932 году снова стал чемпионом Европы, а также принял участие в соревнованиях по греко-римской борьбе на Олимпийских играх в Лос-Анджелесе, но неудачно. На чемпионате Европы по греко-римской борьбе 1933 года завоевал серебряную медаль. На чемпионатах Европы 1934 года завоевал золотую медаль в греко-римской борьбе, и бронзовую — в вольной. В 1935 году вновь стал чемпионом Европы по греко-римской борьбе.  В 1936 году принял участие в Олимпийских играх в Берлине, где занял 4-е место на соревнованиях по вольной борьбе. В 1937 году стал обладателем серебряной медали чемпионата Европы по вольной борьбе.